# DVD Forum

Das offizielle DVD-Logo, das an DVD-kompatiblen Geräten (z. B. DVD-Player) und auf den dazugehörigen Speichermedien aufgebracht ist.

Das DVD Forum (ohne Bindestrich, da Organisationseigenname) war eine freiwillige Vereinigung von Unternehmen, die es sich zum Ziel gesetzt hat, Industriestandards für die Unterhaltungs- und die IT-Industrie in Hinsicht auf die DVD abzustimmen. Das Forum war organisatorisch eng mit der DVD Format/Logo Licensing Corporation (DVD FLLC) verbunden, welche die Rechte an den Logos und Warenzeichen der DVD verwaltete und die vom DVD Forum erarbeiteten Spezifikationen herausgab. Der Sitz des DVD Forum war in Tokio. Beide Organisationen lösten sich am 31. Januar 2025 auf.

## Geschichte
Die Industrievereinigung wurde 1995 unter dem Namen DVD Consortium gegründet und benannte sich 1997 zum DVD Forum um. Die DVD FLLC wurde 2000 gegründet. Das Forum wurde ursprünglich für einen begrenzten Zeitraum von 10 Jahren gegründet, welcher – zuletzt 2016 – mehrmals verlängert wurde. 2004 betrug die Anzahl der Mitglieder des Forums etwa 230, welche jedoch über Jahre hinweg stark rückläufig war. Im November 2024 gehörten nur noch 41 Unternehmen dem DVD Forum an. Seit 2012 befand sich das Forum in einem „Status mit reduzierter Aktivität“ und war damit faktisch nicht mehr aktiv, erteilte aber durch die DVD FLLC noch Lizenzen an Unternehmen. Infolge des Zeitablaufs seiner Satzung wurde das DVD Forum am 31. Januar 2025 automatisch aufgelöst.
Im Februar 2024 kündigte die DVD FLLC an, infolge des Ablaufs der letzten Lizenzierungsphase der DVD sowie der planmäßigen Auflösung des DVD Forums, jedem Unternehmen die Herstellung von DVDs auch ohne Lizenz zu erlauben. Anfang Oktober 2024 teilte die DVD FLLC mit, dass sie den übrigen Lizenznehmern einen „Plan, der es allen [derzeitigen] Lizenznehmern ermöglicht, DVD-Produkte nach dem 1. Januar 2025 auch ohne ‚Lizenz‘ zu produzieren“ („Scheme that enable any Licensees to manufacture DVD products without ‚License‘ on and after January 1, 2025“) zukommen lässt. Gleichzeitig kündigte die DVD FLLC an, zum Jahreswechsel 2024/2025 ihre Website außer Dienst zu stellen, wobei die Website des DVD Forums bereits Anfang Dezember 2024 abgeschaltet wurde. Zum Jahresbeginn 2025 hatte die DVD FLLC noch 87 Lizenznehmer auf ihrer Website verzeichnet.
Am Jahresbeginn 2025 teilte die DVD FLLC mit, dass sie sich ebenfalls zum 31. Januar 2025 auflösen wird, nachdem sie bereits zum Jahreswechsel ihre Tätigkeit eingestellt hatte. Ferner kündigte sie an, die bislang unter Verschluss stehenden Spezifikationen der DVD an die Nationale Parlamentsbibliothek Japans zu übergeben und ihre Website Ende März 2025 endgültig abzuschalten.

## Tätigkeiten
Das DVD Forum erarbeitete die Spezifikationen für die folgenden (teilweise obsoleten) DVD-Formate:
- DVD-ROM
- DVD-Video
- DVD-Audio
- DVD-R
- DVD-RW
- DVD-RAM
- DVD-Download Disc
- HD DVD

Nur die DVD-Formate, welche vom DVD Forum abgesegnet wurden, durften das als Marke eingetragene DVD-Logo tragen. Zudem war eine Teilnahme am Lizenzprogramm des DVD Forums notwendig, damit das DVD-Logo gewerblich verwendet werden durfte. Geräte und Medien, die das DVD-Logo tragen, müssen untereinander kompatibel sein, wobei die Kompatibilität durch Verifizierung durch (von der DVD FLLC benannten) Prüflaboratorien sichergestellt wurde.

## Arbeitsgruppen
Das DVD Forum besaß folgende Arbeitsgruppen:
- WG-P: Physical Format & Test Specifications – Physisches Datenträgerformat
- WG-L: Logical Format – Dateisystem
- WG-A: Application Format & Test Specifications – Anwendungsformate
- WG-C: Content Protection – Kopierschutz
- WG-V: Verification – Verifizierung

## Gründungsunternehmen und Mitgliedschaft
Das DVD Forum ist 1995 von folgenden zehn Unternehmen unter dem Namen „DVD Consortium“ gegründet worden:
- Hitachi, Ltd.,
- Matsushita Electric Industrial Co. Ltd.,
- Mitsubishi Electric Corporation,
- Pioneer Electronic Corporation,
- Royal Philips Electronics N.V.,
- Sony Corporation,
- Thomson SA,
- Time Warner Inc.,
- Toshiba Corporation und
- Victor Company of Japan, Ltd.

Zuletzt gehörten Hitachi, Matsushita, Thomson, Toshiba und JVC dem DVD Forum nicht mehr an.
Diese Unternehmen hielten zusammen auch das Urheberrecht an den eigentlichen Spezifikationen der DVD.
Die Mitgliedschaft im DVD Forum stand jeder Organisation offen, die sich an der Entwicklung oder Herstellung der DVD beteiligen möchte. Dabei wurde zwischen Vollmitgliedern und assoziierten Mitgliedern unterschieden. Der Mitgliedsbeitrag für Vollmitglieder betrug 1 Million Yen jährlich, für assoziierte Mitglieder 300.000 Yen im Jahr.

## Kritik
Das DVD Forum hatte über die Jahre durch die vielfältigen Interessengruppen eine sehr „bürokratische Struktur“ bekommen.
Besonders bei beschreibbaren DVD-Formaten gab es so große Interessenkonflikte zwischen Geräteherstellern und der Unterhaltungsindustrie, dass die Gerätehersteller oft eigene Wege gingen:
- Der erste Fall trat bei der DVD-R und DVD-RW ein. Zu beiden DVD-Formaten wollten einige Gerätehersteller preiswertere beschreibbare DVD-Formate haben und entwickelten die DVD+R und DVD+RW. Diese zwei DVD-Formate waren nicht konsensfähig im DVD Forum, so dass deren Marktetablierung über die DVD+RW Alliance vorgenommen wurde.

- Der zweite Fall trat mit der Entwicklung des DVD-Nachfolgers ein. Während das DVD Forum hierfür die HD DVD vorsah, sahen einige Gerätehersteller hierfür die Blu-ray Disc als erfolgversprechender. Die Unterstützer der Blu-Ray Disc sind in der Blu-ray Disc Association (BDA) organisiert, die damit die Macht des DVD Forums weiter untergräbt. 2008 wurde jedoch die Vermarktung der HD DVD eingestellt.

Aber auch innerhalb des DVD Forum gab es Interessengruppen, die sich in eigenen Organisationen organisierten, wie etwa:
- die RWPPI (für DVD-R und DVD-RW),
- die RDVDC (für DVD-R, DVD-RW und DVD-RAM) oder
- die RAMPRG (nur DVD-RAM).